# زبان‌های سامی جنوبی
سامی جنوبی، یکی از سه رده‌بندی کلان در زبان‌شناسی سامی است، که دو تای دیگر سامی شرقی (برای نمونه:زبان اکدی) و سامی غربی (برای نمونه عربی، آرامی، عبری) است. سامی خود به عنوان شاخه‌ای از خانوادهٔ بزرگتر زبان‌های آفروآسیایی می‌باشد.
سامی جنوبی خود نیز به دو شاخهٔ اصلی بخش می‌شود:
- عربستانی جنوبی نوین در سواحل جنوبی شبه‌جزیرهٔ عربستان و
- اتیوپیایی که در سرتاسر دریای سرخ در شاخ آفریقا بیش‌تر در اریتره و اتیوپی (حبشهٔ نوین)